# Juande Ramos
Juan de la Cruz "Juande" Ramos Cano (n. 25 septembrie 1954 în Pedro Muñoz, Ciudad Real, Spania) este un fost fotbalist spaniol și actual antrenor.

## Statistici antrenorat
| Echipa                | Țara    | Din                | Până în           | Performanțe | Performanțe | Performanțe | Performanțe | Performanțe |
| Echipa                | Țara    | Din                | Până în           | Meciuri     | V           | R           | Î           | Victorii %  |
| --------------------- | ------- | ------------------ | ----------------- | ----------- | ----------- | ----------- | ----------- | ----------- |
| Alcoyano              | Spania  | 1992               | 1994              | 76          | 24          | 26          | 26          | 31,58       |
| Levante               | Spania  | 1994               | 1995              | 44          | 23          | 14          | 7           | 52,27       |
| Logroñés              | Spania  | 1995               | 1996              | 38          | 20          | 9           | 9           | 52,63       |
| Barcelona B           | Spania  | 1996               | 1997              | 38          | 7           | 13          | 18          | 18,42       |
| Lleida                | Spania  | 1997               | 1998              | 42          | 18          | 9           | 15          | 42,86       |
| Rayo Vallecano        | Spania  | 1998               | 2001              | 118         | 44          | 34          | 40          | 37,29       |
| Real Betis            | Spania  | 1 iulie 2001       | 30 iunie 2002     | 38          | 15          | 14          | 9           | 39,47       |
| Espanyol              | Spania  | 1 iulie 2002       | septembrie 2002   | 5           | 0           | 1           | 4           | 0           |
| Málaga                | Spania  | 1 iulie 2003       | 30 iunie 2004     | 38          | 15          | 6           | 17          | 39,47       |
| Sevilla               | Spania  | 1 iulie 2005       | 26 octombrie 2007 | 133         | 75          | 28          | 30          | 56,39       |
| Tottenham Hotspur     | Anglia  | 27 octombrie 2007  | 25 octombrie 2008 | 54          | 21          | 16          | 17          | 38,89       |
| Real Madrid           | Spania  | 9 decembrie 2008   | 30 iunie 2009     | 27          | 18          | 1           | 8           | 66,67       |
| CSKA Moscow           | Rusia   | 10 septembrie 2009 | 26 octombrie 2009 | 9           | 4           | 1           | 4           | 44,44       |
| Dnipro Dnipropetrovsk | Ucraina | 1 octombrie 2010   | 21 mai 2014       | 135         | 76          | 30          | 29          | 56,3        |
| Málaga                | Spania  | 27 mai 2016        | 27 decembrie 2016 | 18          | 5           | 6           | 7           | 27,78       |
| Total                 | Total   | Total              | Total             | 810         | 364         | 207         | 239         | 44,94       |

La 29 decembrie 2016.

## Palmares

### Ca antrenor
CD Logroñés
- Segunda División

Vice-campion (1): 1995–96
 Rayo Vallecano
- Segunda División

Promovare (1): 1998–99
 Sevilla FC
- Cupa UEFA

Câștigător (2): 2005–06, 2006–07
- Supercupa Europei

Câștigător (1): 2006
Finalist (1): 2007
- Copa del Rey

Câștigător (1): 2006–07
- Supercopa de España

Câștigător (1): 2007
 Tottenham Hotspur
- Football League Cup

Câștigător (1): 2007–08

### Individual
- Trofeul Miguel Muñoz
  - Winner (1): 2006–07

## Legături externe
- BDFutbol player profile
- Site-ul oficial al lui Juande Ramos